# 愛をもう一度
「愛をもう一度」（あいをもういちど）は、1979年8月5日発売にキャニオン・レコードから発売された研ナオコの21枚目のシングル。

## 背景
「愛をもう一度」は、アニメ映画『未来少年コナン』のオープニングテーマに、「なつかしい朝」はエンディングテーマに起用された。
オリジナルアルバム未収録で、且つ長期間ベスト・アルバムにも収録されていなかったが、「愛をもう一度」は2013年に発売された『シングルA面コンプリート』に、「なつかしい朝」は2014年に発売された『シングルB面コンプリート』にそれぞれ収録された。

## 制作
作詞と作曲に、シンガーソングライターの谷山浩子が初採用された。谷山自身により2曲共にセルフカバーされており、「愛をもう一度」は1988年に発売された『しっぽのきもち』にタイトルを「愛をもういちど」に変えて、「なつかしい朝」は2008年に発売された『タマで弾き語り』に収録されている。

## 収録曲
- 全作詞・作曲：谷山浩子／編曲：松井忠重

1. 愛をもう一度
  - 映画『未来少年コナン』オープニングテーマ
2. なつかしい朝
  - 映画『未来少年コナン』エンディングテーマ